# Donja Dolina
Donja Dolina (en serbio: Г. Долина) es una localidad habitada de la municipalidad de Gradiška, Republika Srpska, Bosnia y Herzegovina.

## Población
| Composición de la Población - Localidad de Donja Dolina | Composición de la Población - Localidad de Donja Dolina | Composición de la Población - Localidad de Donja Dolina | Composición de la Población - Localidad de Donja Dolina | Composición de la Población - Localidad de Donja Dolina |
| ------------------------------------------------------- | ------------------------------------------------------- | ------------------------------------------------------- | ------------------------------------------------------- | ------------------------------------------------------- |
|                                                         | 2013                                                    | 1991                                                    | 1981                                                    | 1971                                                    |
| Total                                                   | 122 (100%)                                              | 468 (100%)                                              | 554 (100%)                                              | 793 (100%)                                              |
| Mujeres                                                 | 61 (50%)                                                | -                                                       | -                                                       | -                                                       |
| Varones                                                 | 61 (50%)                                                | -                                                       | -                                                       | -                                                       |
| Serbios                                                 | 105 (86,07%)                                            | 70 (14,96%)                                             | 90 (16,25%)                                             | 195 (24,59%)                                            |
| Croatas                                                 | 16 (13,11%)                                             | 387 (82,69%)                                            | 427 (77,08%)                                            | 597 (75,28%)                                            |
| Bosniacos                                               | -                                                       | -                                                       | -                                                       | 1 (0,126%)                                              |
| Otros                                                   | 1 (0,820%)                                              | 2 (0,427%)                                              | 1 (0,181%)                                              | -                                                       |
| Yugoslavos                                              | -                                                       | 9 (1,923%)                                              | 35 (6,318%)                                             | -                                                       |
| Eslovenios                                              |                                                         |                                                         | 1 (0,181%)                                              |                                                         |